# Plusiodonta detracta
Plusiodonta detracta là một loài bướm đêm trong họ Noctuidae.